# Nikolaus Decius

Gebäudeteil des ehemaligen Hofer Franziskanerklosters (heute Musiksaal des Gymnasiums)

Nikolaus Decius, andere Namensformen Nikolaus Tech, Tecius, Degius, Deeg, Teach, Hovesch, a Curia (* um 1485 in Hof (Saale); † nach 1546) war deutscher Mönch, Seelsorger, Kantor, Kirchenliederdichter und preußischer Reformator.

## Leben und Wirken
Decius besuchte die Lateinschule der Franziskaner seines Heimatorts und immatrikulierte sich 1501 an der Universität Leipzig. Nach dem Erwerb des Baccalaureus artium 1506 wurde er Benediktinermönch. Ab 1515 wirkte er als Stiftsprediger des Klosters in Braunschweig und von 1519 bis 1522 als Prediger am Augustinerinnenkloster Steterburg in Salzgitter. Darauf folgend wurde er Stadtschulmeister in Hannover und kurze Zeit war er als Lehrer an die Ägidienschule nach Braunschweig zurückgekehrt. Während seiner Predigerzeit verfasste er ein Erbauungsbuch in niederdeutscher Sprache und liturgische niederdeutsche Kirchenlieder.
Im Wintersemester 1523/24 begab er sich nach Wittenberg, um unter Martin Luther, von dessen Ideen er erfasst war, Theologie zu studieren. Auf Luthers Anraten hin folgte er einem Ruf Herzogs Bogislaw von Pommern nach Stettin als Prediger. Hier half er Paul vom Rode bis 1527 bei der Einführung der Reformation.
Anschließend ging er nach Ostpreußen. Er wurde Diakonus in Liebstadt, danach Lehrer an der Lateinschule in Bartenstein. 1534 wurde er Diakonus im ostpreußischen Mühlhausen und kümmerte sich um vertriebene niederländische Flüchtlinge, die sich aufgrund ihres reformierten Glaubens dort ansiedelten; dabei wurde er selbst vom reformierten Gedankengut beeinflusst. 1540 berief ihn Albrecht I. von Brandenburg-Ansbach nach Königsberg als Hofprediger und Unterkantor. 1543 ging er als Pfarrer wieder nach Mühlhausen. 1546 verließ er den Ort, dann verliert sich seine Spur.
Auffällig ist, dass Luther Decius nach dessen Weggang aus Wittenberg nicht mehr erwähnt und dass Decius’ Lieder in Luthers gedruckten Sammlungen fehlen. Als möglicher Grund wird Decius’ Neigung zum Zwinglianismus angenommen.
Zu seiner Hinterlassenschaft gehören Kirchenlieder, die sich noch heute im evangelischen Gesangbuch befinden. Sie gehören zu den frühesten Schöpfungen der sich bildenden evangelischen Kirche und sollten die lateinisch verfassten liturgischen Elemente des Gloria, Sanctus und Agnus Dei der römischen Messe verdrängen. Auch heute noch sind „Allein Gott in der Höh sei Ehr“ und
„O Lamm Gottes, unschuldig am Stamm des Kreuzes geschlachtet“ nicht nur im Rahmen der evangelischen Gottesdienstliturgie verbreitet. Der Choral „O Lamm Gottes unschuldig …“ findet sich in überarbeiteter Form im Eingangsdoppelchor der Matthäuspassion von J. S. Bach.

## Werke
- Allein Gott in der Höh sei Ehr (EG 179, GL 170)
- O Lamm Gottes unschuldig am Stamm des Kreuzes geschlachtet (EG 190.1; GL 203)